# Winford Boynes
Winford Gladstone Boynes III (Greenville, Carolina del Sur, 17 de mayo de 1957) es un exjugador de baloncesto estadounidense que disputó 3 temporadas NBA una en la liga turca y una más en la liga francesa. Con 1,98 metros de altura, lo hacía en la posición de escolta.

## Trayectoria deportiva

### Universidad
Jugó durante cuatro temporadas con los Dons de la Universidad de San Francisco, en las que promedió 19,1 puntos y 5,9 rebotes por partido. En su temporada júnior fue elegido jugador de la semana por la revista Sports Illustrated tras lograr 80 puntos entre los tres partidos del torneo All-College, incluidos 40 puntos en la final ante Arizona State. En sus dos últimas temporadas fue incluido en el tercer equipo del All-American por la Asociación Nacional de Entrenadores de Baloncesto (NABC).

### Profesional
Fue elegido en la decimotercera posición del Draft de la NBA de 1978 por New Jersey Nets, donde jugaría durante dos temporadas, la mejor de ellas la primera, la temporada 1978-79, en la que promedió 9,3 puntos y 2,2 rebotes por partido.
Antes del comienzo de la temporada 1980-81 se celebró un draft de expansión por la llegada a la liga de un nuevo equipo, los Dallas Mavericks, quienes eligieron a Boynes. Tuvo el honor, junto a Abdul Jeelani, Jerome Whitehead, Tom LaGarde y Geoff Huston de formar parte del primer quinteto inicial de la historia de los Mavs, en un partido ante San Antonio Spurs, en el cual fue además el máximo anotador del equipo, con 21 puntos. Pero esa temporada, que acabaría siendo la última en la NBA, fue poco a poco pasando al banquillo, acabando con 6,5 puntos y 1,7 rebotes por encuentro.
Antes de retirarse, jugó en Europa, una temporada en el Fenerbahçe Ülker de la liga turca, y otra en la liga francesa, en las filas del Nice BC.

## Estadísticas de su carrera en la NBA

### Temporada regular
| Temporada | Edad | Equipo           | Liga | P   | TIT | MIN  | TC  | TCA | %TC  | 3P  | 3PA | %3P  | TL  | TLA | %TL  | R.OF. | R.DEF. | REB | ASIS | ROB | TAP | PER | FP  | PTS |
| 1978-79   | 21   | New Jersey Nets  | NBA  | 69  |     | 17.0 | 3.7 | 8.6 | .430 |     |     |      | 1.9 | 2.4 | .787 | 0.9   | 1.4    | 2.2 | 1.1  | 0.6 | 0.1 | 1.7 | 1.7 | 9.3 |
| 1979-80   | 22   | New Jersey Nets  | NBA  | 64  |     | 17.2 | 3.5 | 7.3 | .473 | 0.0 | 0.1 | .000 | 1.6 | 2.1 | .765 | 0.8   | 1.3    | 2.1 | 1.5  | 0.9 | 0.3 | 1.5 | 2.1 | 8.5 |
| 1980-81   | 23   | Dallas Mavericks | NBA  | 44  |     | 17.2 | 2.8 | 7.1 | .387 | 0.0 | 0.0 |      | 1.0 | 1.3 | .818 | 0.5   | 1.2    | 1.7 | 0.8  | 0.5 | 0.4 | 1.6 | 1.8 | 6.5 |
| Total     |      |                  | NBA  | 177 |     | 17.1 | 3.4 | 7.8 | .435 | 0.0 | 0.0 | .000 | 1.6 | 2.0 | .783 | 0.8   | 1.3    | 2.1 | 1.2  | 0.7 | 0.2 | 1.6 | 1.9 | 8.4 |